# Inhulec'
L'Inhulec' (in ucraino Інгулець?) è un fiume ucraino, affluente di destra del Dnepr. È lungo 549 km ed ha un'area di bacino di 14.780 km².
Le fonti si trovano nelle alture del Dnepr, nei dintorni della città di Kropyvnyc'kyj nell'Oblast' di Kirovohrad, a circa 30 km dallo stesso Dnepr che scorre parallelamente. L'Inhulec' poi gira verso sud e scorre attraverso gli oblast' di Dnipropetrovs'k, di Cherson e di Mykolaïv prima di gettarsi nel Dnepr circa 30 km ad est della città di Cherson.
Nello scorrere vicino alla città di Kryvyj Rih il fiume crea molti isolotti con una ricca vegetazione. Tuttavia qui il livello di inquinamento è elevato a causa delle industrie estrattive nelle vicinanze.
Importanti affluenti dell'Inhulec' sono il fiume Saksahan' e il Vysun'. Fra le città attraversate dal fiume vi sono: Kryvyj Rih, Inhulec' e Snihurivka.